# Commarin
Commarin est une commune française située dans le canton d'Arnay-le-Duc du département de la Côte-d'Or, en région Bourgogne-Franche-Comté.

## Géographie

### Climat
Pour des articles plus généraux, voir Climat de la Bourgogne-Franche-Comté et Climat de la Côte-d'Or.
En 2010, le climat de la commune est de type climat des marges montargnardes, selon une étude du Centre national de la recherche scientifique s'appuyant sur une série de données couvrant la période 1971-2000. En 2020, Météo-France publie une typologie des climats de la France métropolitaine dans laquelle la commune est exposée à un climat océanique altéré et est dans une zone de transition entre les régions climatiques « Lorraine, plateau de Langres, Morvan » et « Bourgogne, vallée de la Saône ». 
Pour la période 1971-2000, la température annuelle moyenne est de 10,5 °C, avec une amplitude thermique annuelle de 17,6 °C. Le cumul annuel moyen de précipitations est de 880 mm, avec 12,7 jours de précipitations en janvier et 7,9 jours en juillet. Pour la période 1991-2020, la température moyenne annuelle observée sur la station météorologique de Météo-France la plus proche, « Pouilly-en-Aux_sapc », sur la commune de Pouilly-en-Auxois à 7 km à vol d'oiseau, est de 10,7 °C et le cumul annuel moyen de précipitations est de 859,1 mm,. Pour l'avenir, les paramètres climatiques de la commune estimés pour 2050 selon différents scénarios d'émission de gaz à effet de serre sont consultables sur un site dédié publié par Météo-France en novembre 2022.

## Urbanisme

### Typologie
Au 1er janvier 2024, Commarin est catégorisée commune rurale à habitat très dispersé, selon la nouvelle grille communale de densité à 7 niveaux définie par l'Insee en 2022.
Elle est située hors unité urbaine et hors attraction des villes,.

### Occupation des sols
L'occupation des sols de la commune, telle qu'elle ressort de la base de données européenne d’occupation biophysique des sols Corine Land Cover (CLC), est marquée par l'importance des territoires agricoles (81,1 % en 2018), une proportion sensiblement équivalente à celle de 1990 (81,7 %). La répartition détaillée en 2018 est la suivante : 
prairies (51,1 %), terres arables (30 %), forêts (12,7 %), zones urbanisées (3,9 %), eaux continentales (2,4 %). L'évolution de l’occupation des sols de la commune et de ses infrastructures peut être observée sur les différentes représentations cartographiques du territoire : la carte de Cassini (XVIIIe siècle), la carte d'état-major (1820-1866) et les cartes ou photos aériennes de l'IGN pour la période actuelle (1950 à aujourd'hui).

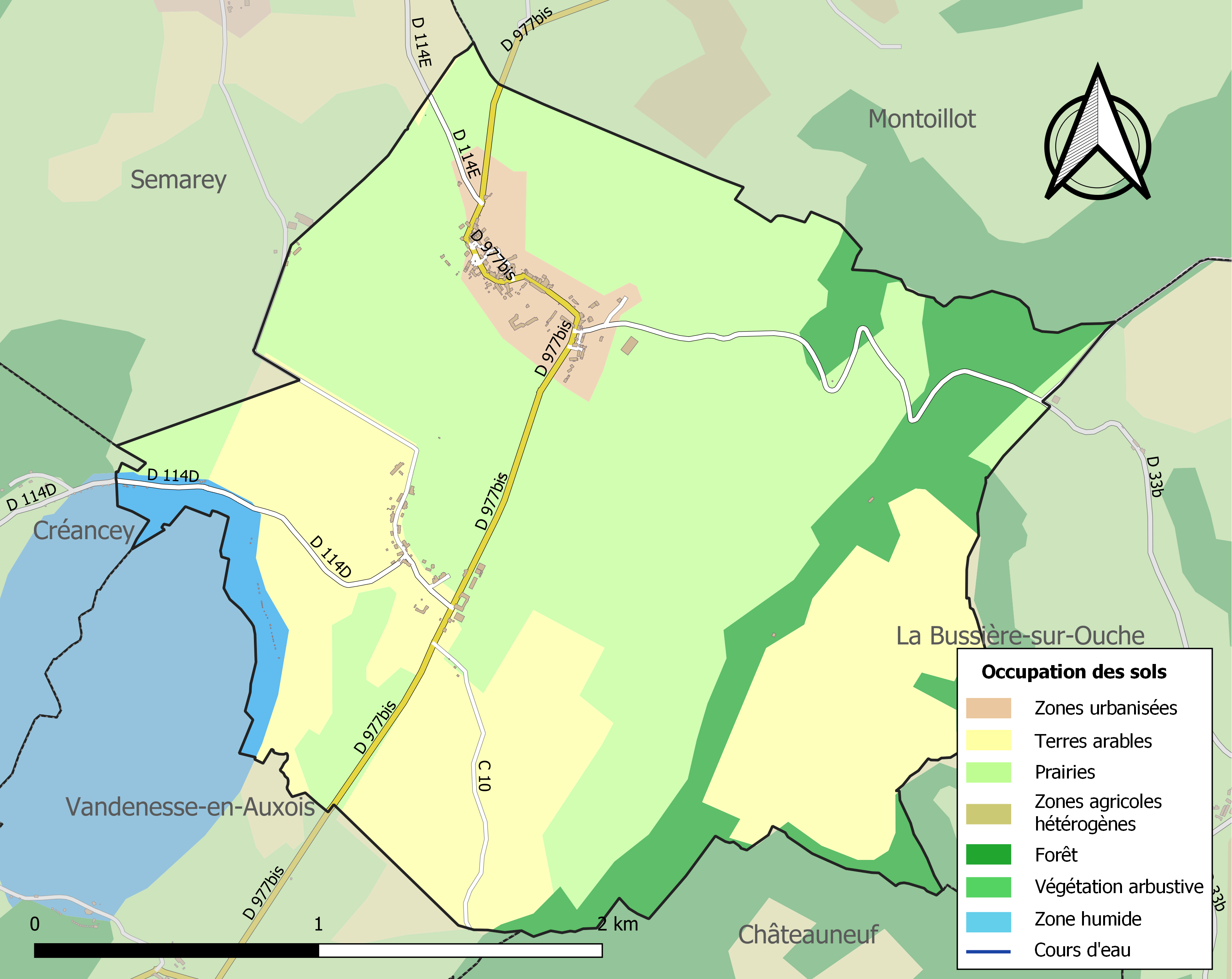
Carte des infrastructures et de l'occupation des sols de la commune en 2018 (CLC).

## Histoire
Commarin est transféré à la maison de Vienne par le mariage de Bénigne de Dinteville avec Gérard de Vienne. Bénigne de Dinteville est dame de Commarin, fille de Jacques de Dinteville, grand veneur de France, seigneur d'Eʆchenets et de Commarin, et d'Alix de Pontallier ; elle est la nièce de François de Dinteville (~1450/1455-1530) évêque d'Auxerre (1513-1530) ; et de Jean de Dinteville. Bénigne et Gérard ont sept enfants, dont l'aîné François de Vienne (° 1515 à Commarin) seigneur de Pymont. En 1552 François donne Commarin à son fils Jacques de Vienne (dit aussi de Toulongeon), qui le lègue (testament de 1587) à son frère Antoine faute d'avoir lui-même des enfants.
Commarin est érigé en comté en faveur d'Antoine de Vienne en mai 1588, et passe à son deuxième fils Jacques-François de Vienne, puis au premier fils de ce dernier, Charles de Vienne (° 6 octobre 1597 à Commarin). Henri de Vienne, fils de Charles, est comte de Commarin et baron de Châteauneuf.

## Politique et administration
| Période                                  | Période   | Identité       | Étiquette | Qualité  |
| ---------------------------------------- | --------- | -------------- | --------- | -------- |
| avant 1995                               | ?         | Louis Déseneux |           |          |
| mars 2001                                | mars 2008 | Adrien Virely  |           |          |
| avril 2014                               | en cours  | Michel Raffeau |           | Retraité |
| Les données manquantes sont à compléter. |           |                |           |          |

## Démographie
L'évolution du nombre d'habitants est connue à travers les recensements de la population effectués dans la commune depuis 1793. Pour les communes de moins de 10 000 habitants, une enquête de recensement portant sur toute la population est réalisée tous les cinq ans, les populations de référence des années intermédiaires étant quant à elles estimées par interpolation ou extrapolation. Pour la commune, le premier recensement exhaustif entrant dans le cadre du nouveau dispositif a été réalisé en 2007.

En 2022, la commune comptait 121 habitants, en évolution de +1,68 % par rapport à 2016 (Côte-d'Or : +0,82 %, France hors Mayotte : +2,11 %).
| 1793 | 1800 | 1806 | 1821 | 1831 | 1836 | 1841 | 1846 | 1851 |
| ---- | ---- | ---- | ---- | ---- | ---- | ---- | ---- | ---- |
| 327  | 328  | 329  | 337  | 343  | 362  | 330  | 359  | 347  |

| 1856 | 1861 | 1866 | 1872 | 1876 | 1881 | 1886 | 1891 | 1896 |
| ---- | ---- | ---- | ---- | ---- | ---- | ---- | ---- | ---- |
| 317  | 317  | 298  | 411  | 308  | 280  | 276  | 271  | 298  |

| 1901 | 1906 | 1911 | 1921 | 1926 | 1931 | 1936 | 1946 | 1954 |
| ---- | ---- | ---- | ---- | ---- | ---- | ---- | ---- | ---- |
| 266  | 263  | 250  | 226  | 211  | 192  | 169  | 175  | 196  |

| 1962 | 1968 | 1975 | 1982 | 1990 | 1999 | 2006 | 2007 | 2012 |
| ---- | ---- | ---- | ---- | ---- | ---- | ---- | ---- | ---- |
| 193  | 175  | 132  | 157  | 147  | 142  | 128  | 125  | 116  |

| 2017 | 2022 | - | - | - | - | - | - | - |
| ---- | ---- | - | - | - | - | - | - | - |
| 123  | 121  | - | - | - | - | - | - | - |

## Culture locale et patrimoine

### Lieux et monuments
- Château de Commarin.
- Église.
- Monument aux morts.
- Reposoir, classé Monument Historique.
- Lavoir.
- Maison familiale de Henri Vincenot

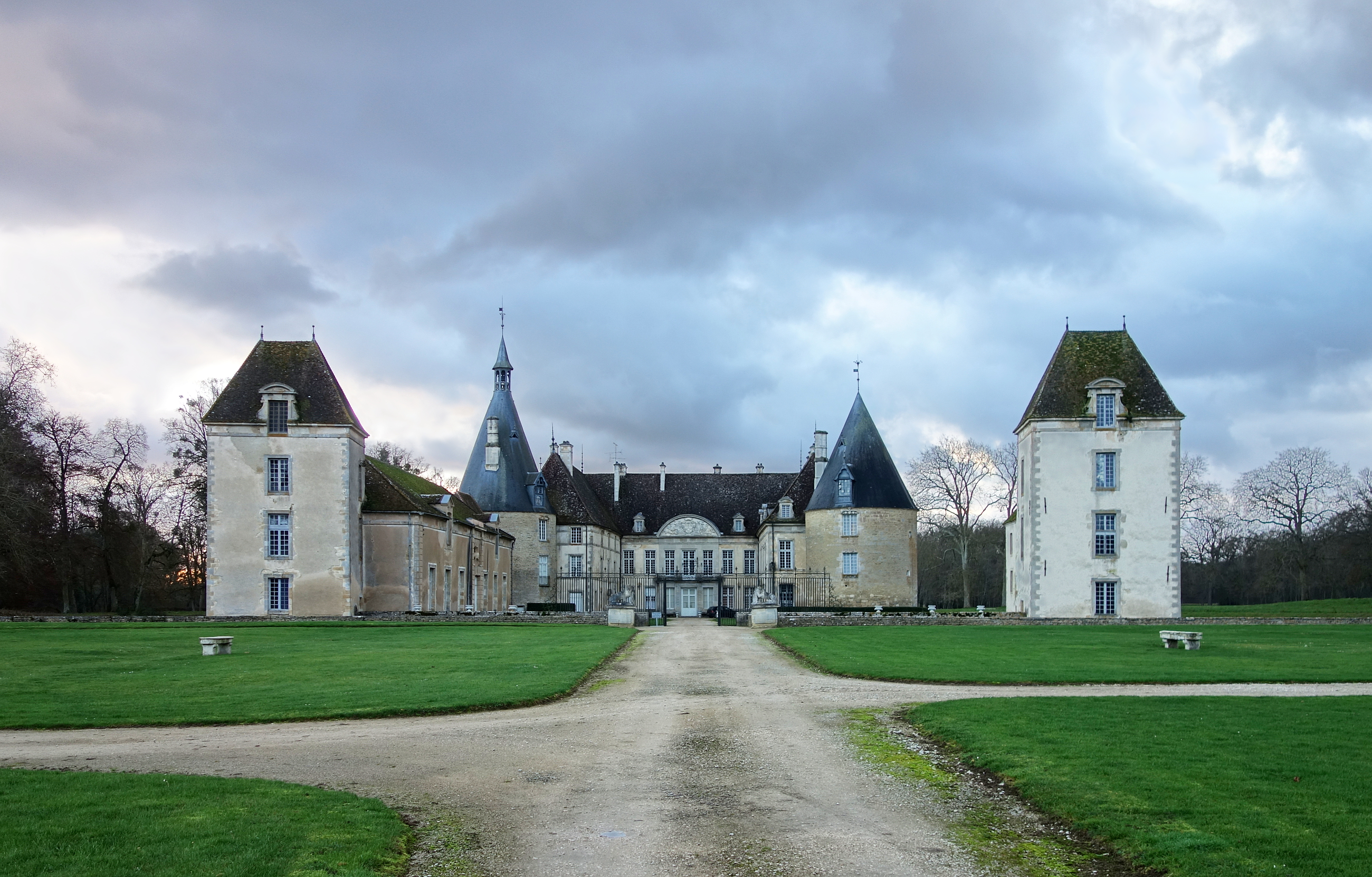
Château
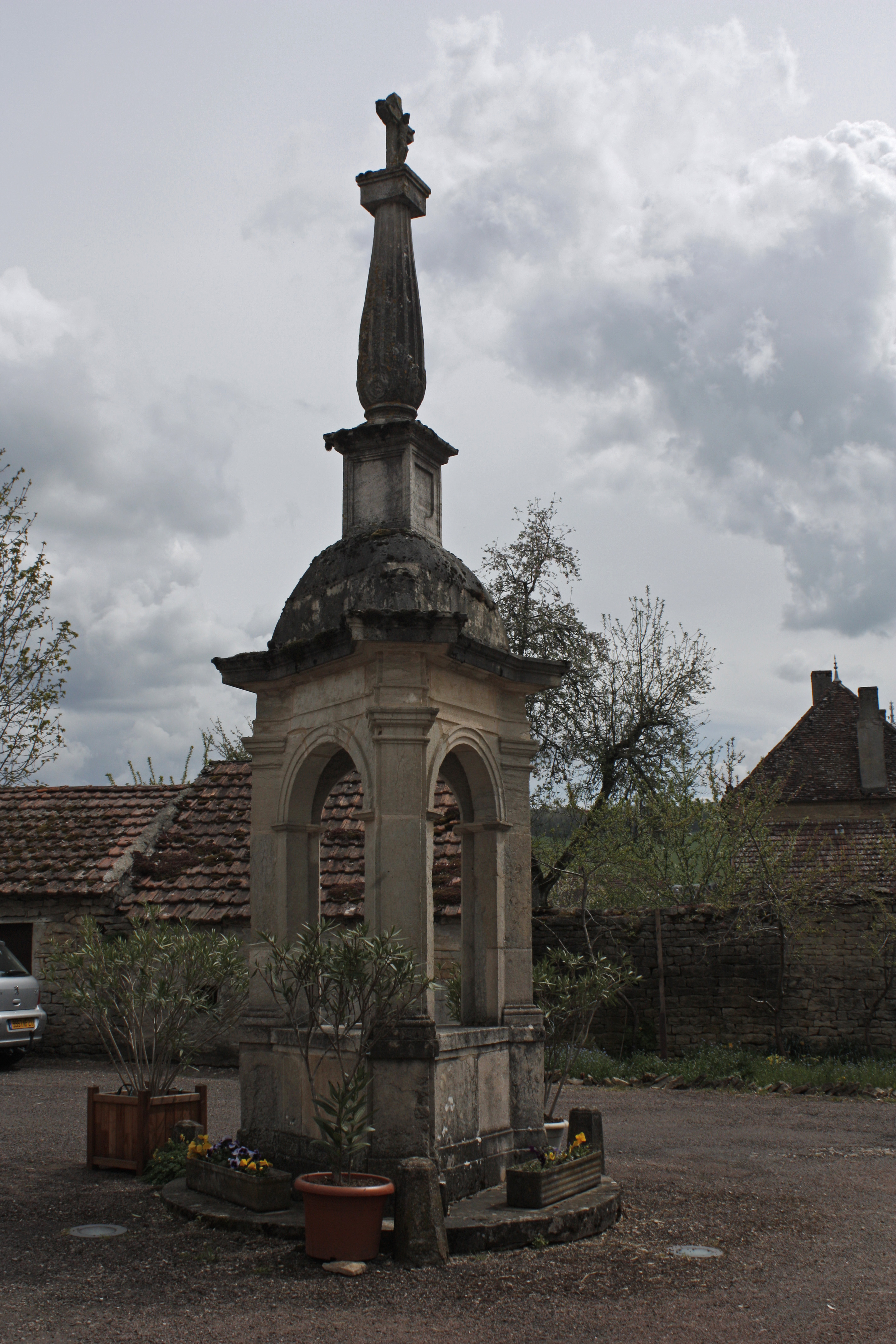
Reposoir à trois piliers
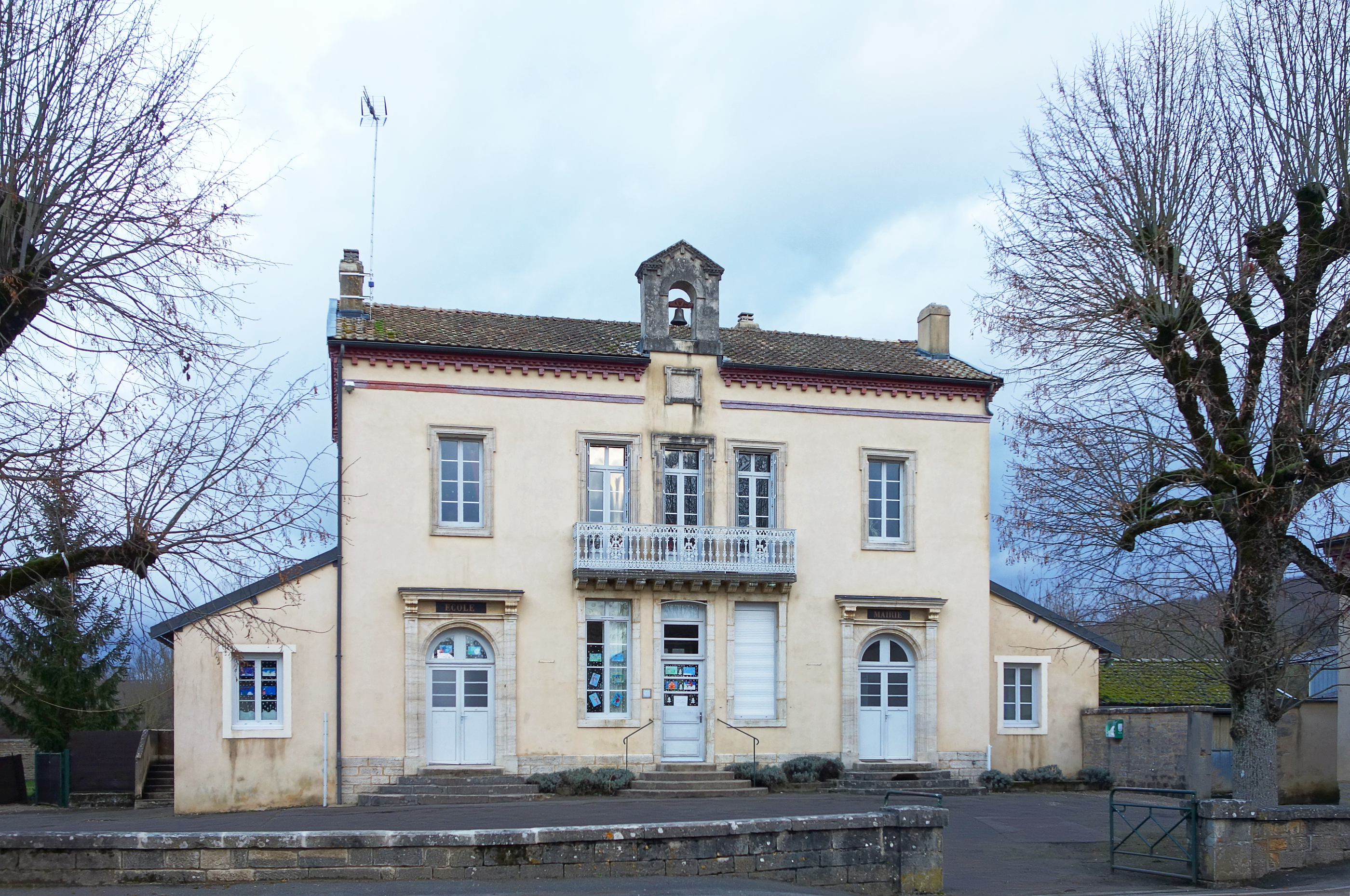
Mairie-école
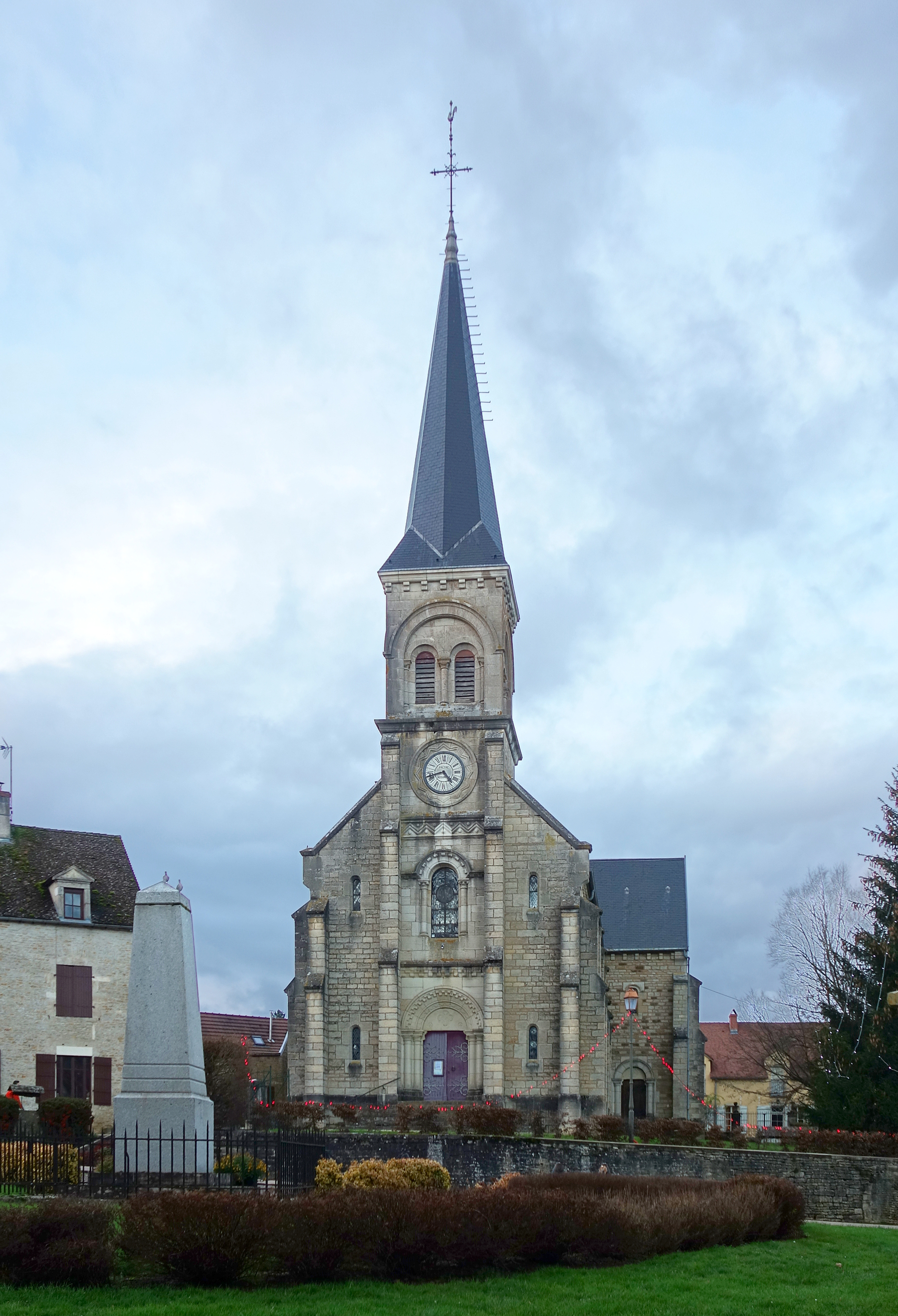
Église Saint Thibault
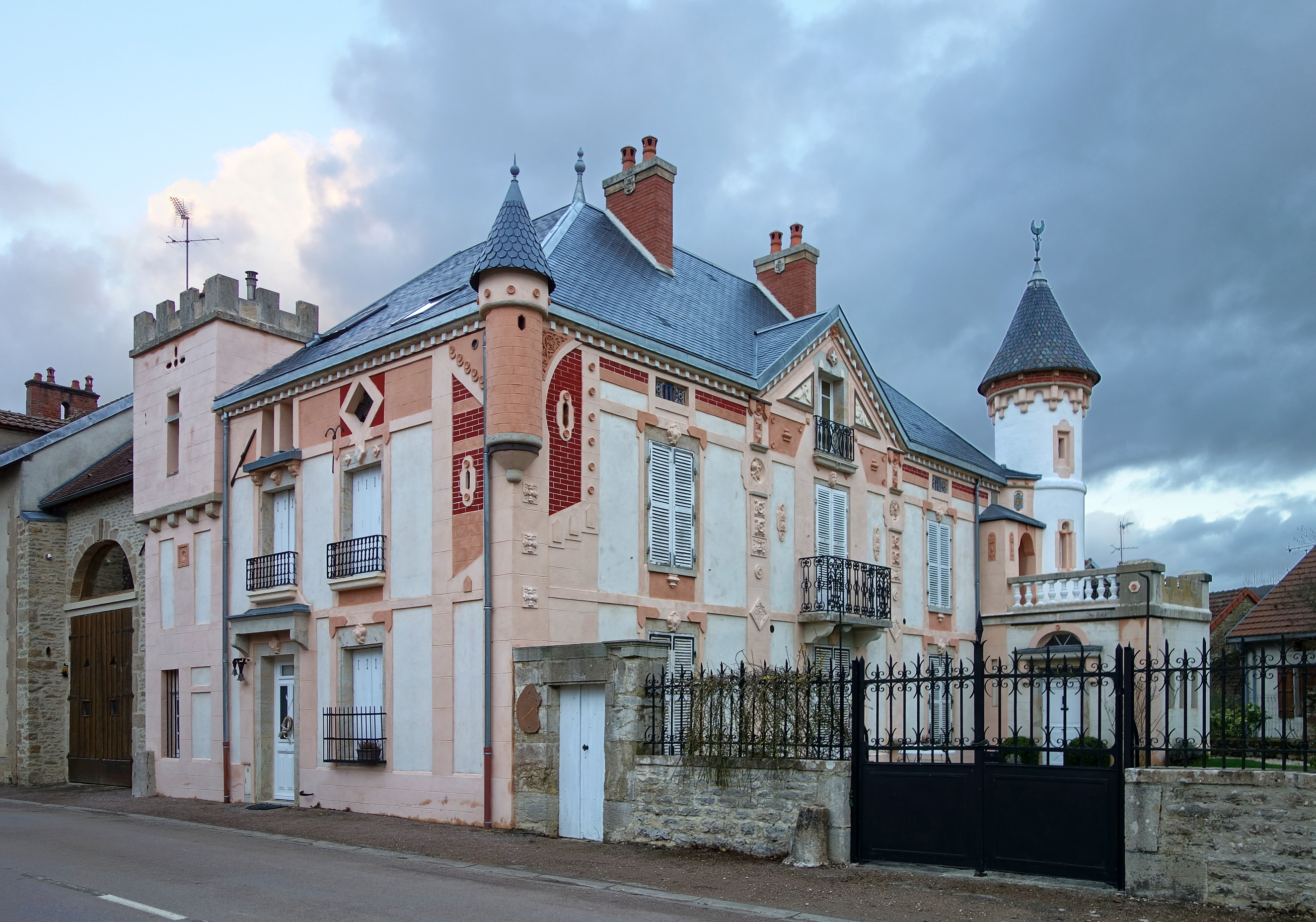
Manoir néogothique
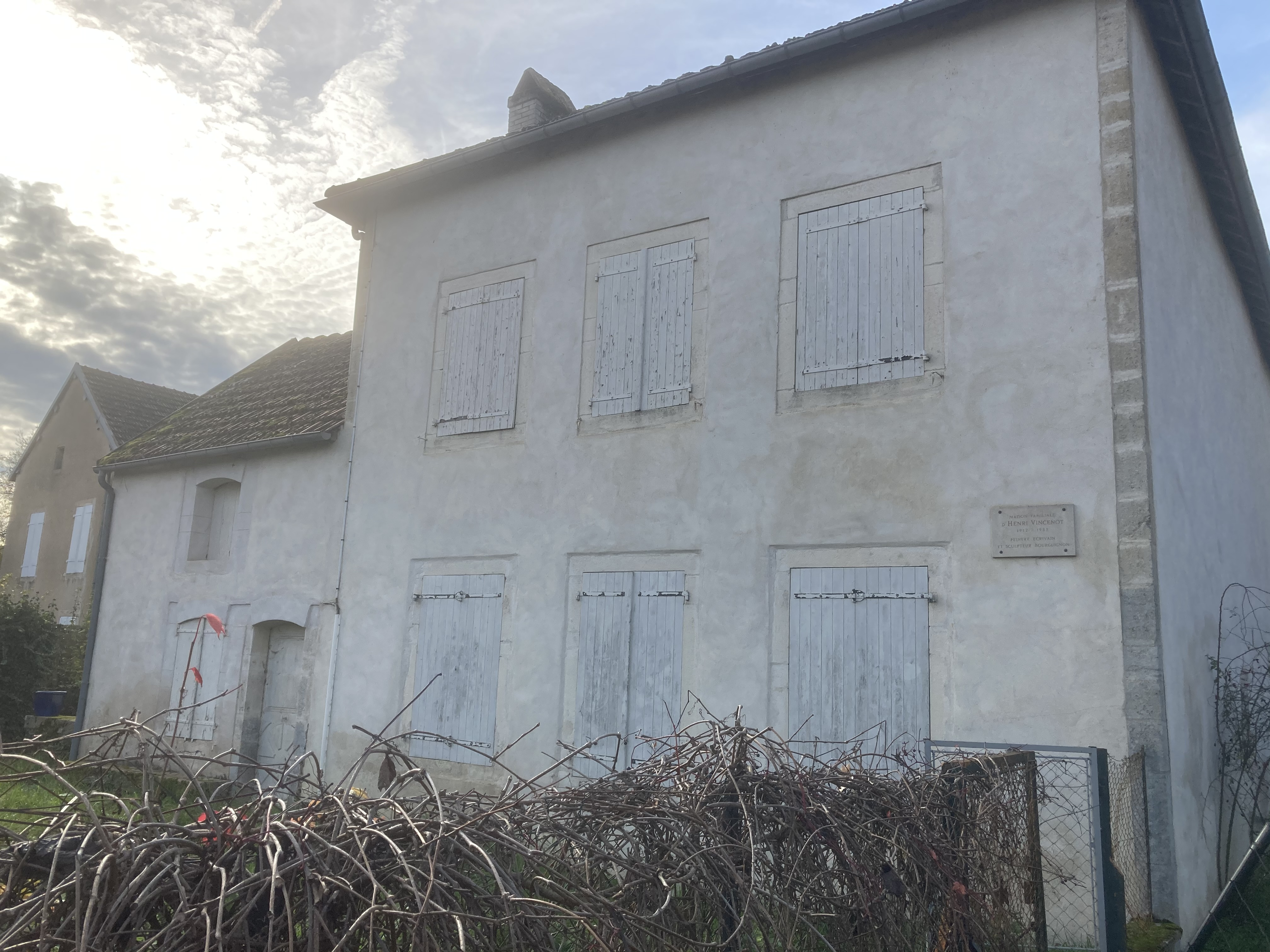
Maison familiale de Henri Vincenot

### Personnalités liées à la commune
- Henri Vincenot
- Famille de Vogüé: Adélaïde Louise Zéphirine de Damas (1784-1838) apporta le château de Commarin à la famille de Vogüé, par son mariage en 1802 avec Charles-François-Elzéar comte de Vogüé (1781-1807).

### Héraldique
| Blason de Commarin | Blason  | Parti : au 1er coupé au I d'azur à deux léopards d'or l'un au-dessus de l'autre, au II de gueules à une aigle d'or, becquée et membrée d'azur, au 2e de sinople à saint Thibaut de Marly d'argent avec son faucon regardant d'or posé sur sa main senestre. |
| Blason de Commarin | Détails | Les léopards sont repris des armes de la famille de Dinteville et l'aigle à celles de la famille de Vienne. Saint Thibaut de Marly est patron de la paroisse. Le statut officiel du blason reste à déterminer.                                              |